# Казале Белизари-Ђардинари (Кјети)
Казале Белизари-Ђардинари (итал. Casale Bellisari-Giardinari) је насеље у Италији у округу Кјети, региону Абруцо.
Према процени из 2011. у насељу је живело 50 становника. Насеље се налази на надморској висини од 906 м.